# Aire urbaine de Trouville-sur-Mer
L'aire urbaine de Trouville-sur-Mer est une ancienne aire urbaine française constituée autour de la ville de Trouville-sur-Mer (Calvados). En 1999, ses 22 168 habitants faisaient d'elle la 244e des 354 aires urbaines françaises. 
Dans les années 2000, son pôle urbain a rejoint l'agglomération de Dives-sur-Mer, commune plus peuplée que Trouville-sur-Mer. Lors du redécoupage des zones urbaines de la France effectué en 2010 par l'INSEE, l'aire urbaine de Trouville-sur-Mer est donc devenue l'aire urbaine de Dives-sur-Mer.

## Caractéristiques
D'après la délimitation établie par l'INSEE, l'aire urbaine de Trouville-sur-Mer est composée de 19 communes, toutes situées dans le Calvados. 
11 des communes de l'aire urbaine font partie de son pôle urbain, l'unité urbaine (couramment : agglomération) de Trouville-sur-Mer.
Les autres communes, dites monopolarisées, sont toutes des communes rurales.
L’aire urbaine de Trouville-sur-Mer appartient à l’espace urbain de Paris.
Le tableau suivant indique l’importance de l’aire dans le département (les pourcentages s'entendent en proportion du département) :
| Département | Communes | Communes (%) | Superficie (km²) | Superficie (%) | Population (1999) | Population (%) |
| ----------- | -------- | ------------ | ---------------- | -------------- | ----------------- | -------------- |
| Calvados    | 19       | 2,7          | 111,23           | 2,0            | 22 168            | 3,4            |

En 2006, la population s’élevait à 22 627 habitants.

## Les 19 communes de l’aire
Voici la liste et les caractéristiques des communes de l'aire urbaine de Trouville-sur-Mer.
| Code INSEE | Commune                     | Type de commune              | Dép.     | Superficie (km²) | Population (1999) | Densité (hab./km²) |
| ---------- | --------------------------- | ---------------------------- | -------- | ---------------- | ----------------- | ------------------ |
| 14024      | Auberville                  | Commune rurale monopolarisée | Calvados | +0002,62         | +00 000213,       | +00081,3           |
| 14059      | Benerville-sur-Mer          | Commune du pôle urbain       | Calvados | +0003,03         | +00 000505,       | +00166,67          |
| 14079      | Blonville-sur-Mer           | Commune du pôle urbain       | Calvados | +0006,8          | +0 0001 341,      | +00197,21          |
| 14086      | Bonneville-sur-Touques      | Commune du pôle urbain       | Calvados | +0006,63         | +00 000318,       | +00047,96          |
| 14131      | Canapville                  | Commune du pôle urbain       | Calvados | +0002,5          | +00 000222,       | +00088,8           |
| 14220      | Deauville                   | Commune du pôle urbain       | Calvados | +0003,57         | +0 0004 364,      | +01 222,41         |
| 14238      | Englesqueville-en-Auge      | Commune rurale monopolarisée | Calvados | +0003,61         | +00 000109,       | +00030,19          |
| 14302      | Glanville                   | Commune rurale monopolarisée | Calvados | +0006,43         | +00 000165,       | +00025,66          |
| 14557      | Saint-Arnoult               | Commune du pôle urbain       | Calvados | +0005,12         | +00 000903,       | +00176,37          |
| 14575      | Saint-Étienne-la-Thillaye   | Commune rurale monopolarisée | Calvados | +0012,36         | +00 000437,       | +00035,36          |
| 14620      | Saint-Martin-aux-Chartrains | Commune rurale monopolarisée | Calvados | +0005,06         | +00 000351,       | +00069,37          |
| 14645      | Saint-Pierre-Azif           | Commune rurale monopolarisée | Calvados | +0006,17         | +00 000153,       | +00024,8           |
| 14660      | Saint-Vaast-en-Auge         | Commune rurale monopolarisée | Calvados | +0002,98         | +000 00081,       | +00027,18          |
| 14699      | Touques                     | Commune du pôle urbain       | Calvados | +0008,13         | +0 0003 500,      | +00430,5           |
| 14701      | Tourgéville                 | Commune du pôle urbain       | Calvados | +0012,01         | +00 000848,       | +00070,61          |
| 14715      | Trouville-sur-Mer           | Commune du pôle urbain       | Calvados | +0006,79         | +0 0005 411,      | +00796,91          |
| 14731      | Vauville                    | Commune rurale monopolarisée | Calvados | +0005,13         | +00 000253,       | +00049,32          |
| 14754      | Villers-sur-Mer             | Commune du pôle urbain       | Calvados | +0008,99         | +0 0002 318,      | +00257,84          |
| 14755      | Villerville                 | Commune du pôle urbain       | Calvados | +0003,3          | +00 000676,       | +00204,85          |
|            | Total                       |                              |          | +0111,23         | +00022 168,       | +00199,3           |